# Pegàs (mitologia)
En la mitologia grega, Pegàs, Pegas o Pègasos (en grec antic: Πήγασος, Pégasos) era el cavall alat nascut del coll tallat de la Medusa, i aquí es relaciona amb el mite de Perseu. Tan aviat es deia que el cavall havia sortit del coll diví de la Gòrgona, i aleshores seria com Crisàor o Amfisbena, nascuts al mateix temps, fills de Posidó i Medusa, com s'admetia que havia nascut de la terra fecundada amb la sang de la Gòrgona.
Pegàs és el creador d’Hipocrene, la font del mont Helicó. Va ser capturat per l'heroi grec Bel·lerofont, prop de la font de Pirene, amb l'ajuda d’Atena i Posidó. Pegàs va permetre que Bel·lerofont el muntés per derrotar el monstre Quimera, cosa que va donar lloc a moltes més gestes. Bel·lerofont va caure més tard de l'esquena de Pegàs mentre intentava arribar al Mont Olimp. Es diu que tant Pegàs com Bel·lerofont van morir a mans de Zeus per intentar arribar a l'Olimp. Altres contes expliquen que Zeus va portar Pegàs a l'Olimp per portar els seus llamps.
Honorada durant molt de temps com a constel·lació, Pegàs és un tema d'una iconografia molt rica, especialment a través de la ceràmica grega antiga, així com de pintures i escultures del Renaixement.

## Etimologia

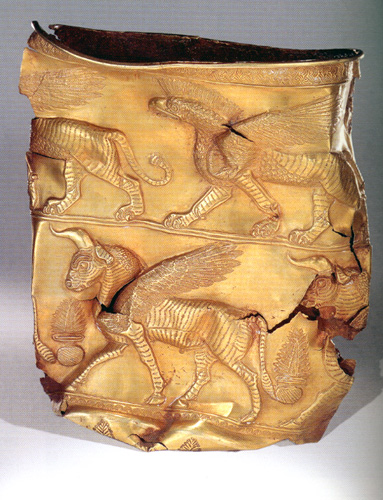
Pegàs a l'antiga copa de Marlik

El poeta Hesíode presenta una etimologia popular del nom Pegàs derivat de πηγή pēgē 'font, pou', referint-se a els pegai d’Okeanos, on va néixer. Allà on els unglots de Pegàs colpejaven el terra en naixia una font. Per exemple, la font Hipocrene (font del cavall), en el mont Helicó. Antoní Liberal ha suggerit, que es va obrir a instàncies de Posidó per evitar que la muntanya s'inflés d'èxtasi amb el cant de les Muses.
Però les llegendes més conegudes on intervé Pegàs són les relacionades amb l'heroi Bel·lerofont. Mentre Pegàs estava bevent a la font Pirene, Bel·lerofont, gràcies a l'ajuda d'una brida màgica que li havia donat Atena, va aconseguir muntar el cavall. També es deia que Pegàs va ser donat a Bel·lerofont per Posidó. Seguidament, Bel·lerofont i Pegàs van anar a lluitar contra el monstre Quimera, matant-lo. Després va aconseguir la victòria sobre les amazones.
Una etimologia proposada del nom és luwi pihassas 'llampec', i Pihassassi, un nom local luwi- hitita al sud de Cilícia d'una deïtat meteorològica associada amb els trons i els llamps. Els defensors d'aquesta etimologia addueixen el paper de Pegàs, esmentat ja a Hesíode, com el portador de llamps a Zeus. Aquesta interpretació es va suggerir per primera vegada el 1952 i continua sent àmpliament acceptada, però Robin Lane Fox (2009) l'ha criticada per ser inversemblant.

## Naixement
Hi ha diverses versions del naixement de l'estaló alat i el seu germà Crisaor al lloc llunyà a la vora de la Terra, les fonts d'Oceà d'Hesíode, que envolta la terra habitada, on Perseu va trobar Medusa:
Una és que van sorgir de la sang que brollava del coll de Medusa mentre Perseu la decapitava, de manera similar a com va néixer Atena del cap de Zeus després que aquest s'empassés la seva mare embarassada.
En una altra versió, quan Perseu va decapitar Medusa, els germans van néixer de la Terra, quan la sang de la Gorgona va caure sobre ella. Una variació d'aquesta història sosté que es van formar a partir de la barreja de la sang, el dolor i l'escuma del mar de Medusa, cosa que implica que Posidó va participar en la seva creació.
L'última versió s'assembla al relat d'Hesíode sobre el naixement d'Afrodita a partir de l'escuma creada quan els genitals tallats d'Urà van ser llançats al mar per Cronos.

## Bel·lerofont

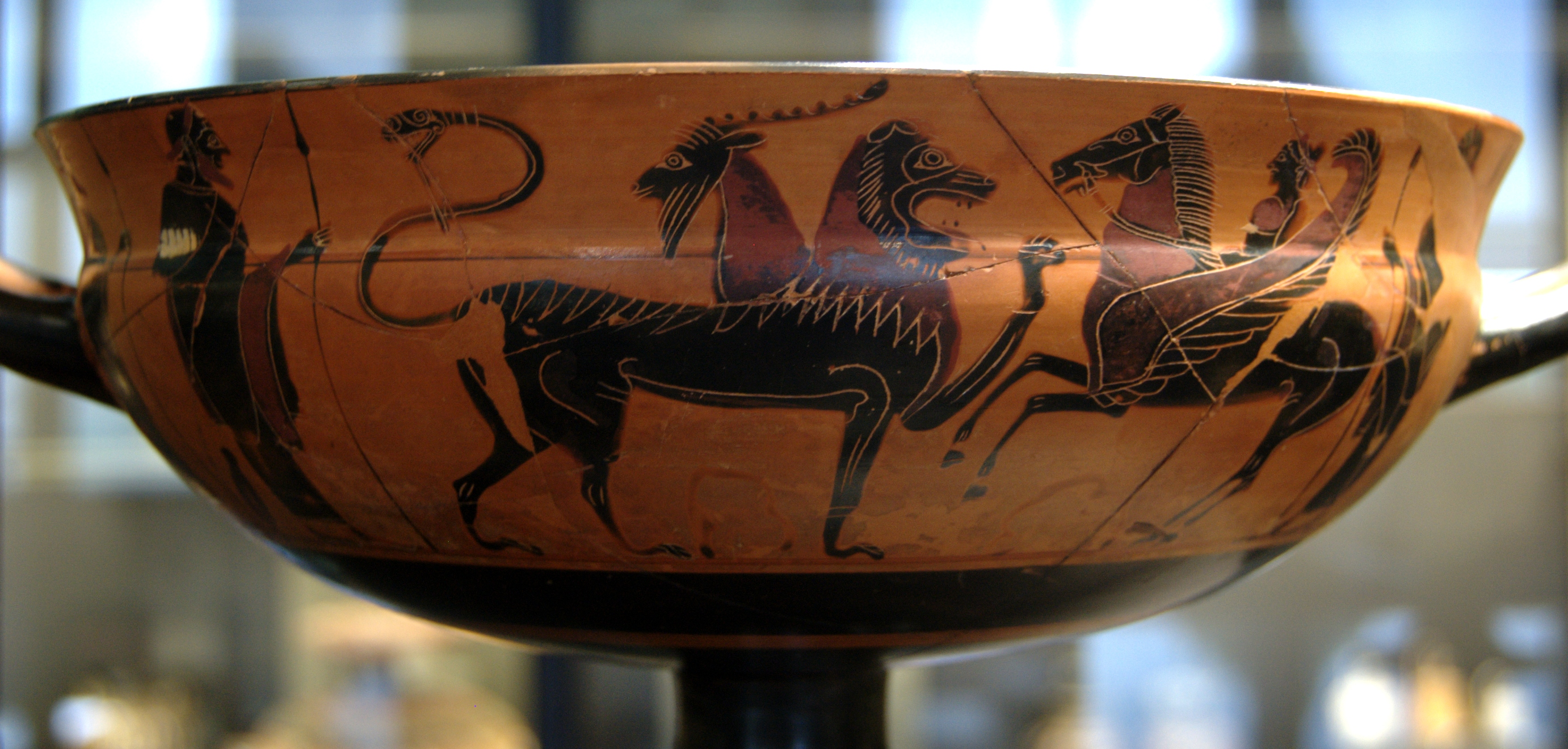
Bel·lerofont lluitant contra la Quimera, cara A d'una copa de doble panxa de figures negres de Siana feta a Atenes trobada a Camiros (Rodes)

Pegàs va ajudar l'heroi Bel·lerofont en la seva lluita contra la Quimera. Hi ha diverses històries sobre com Bel·lerofont va trobar Pegàs; la més comuna és que Poliïdos li va dir a l'heroi que dormís al temple d'Atena, on la deessa el visitava a la nit i li regalava una brida d'or. L'endemà al matí, encara agafant la brida, Bel·lerofont va trobar Pegàs bevent a la font de Pieria, el va atrapar i finalment el va domesticar.

## Perseu
La Biographie universelle de Michaud relata que quan Pegàs va néixer, va volar cap a on s'alliberen els trons i els llamps. Aleshores, segons certes versions del mite, Atena el va domesticar i el va donar a Perseu, que va volar a Etiòpia per ajudar Andròmeda.

## Olimp

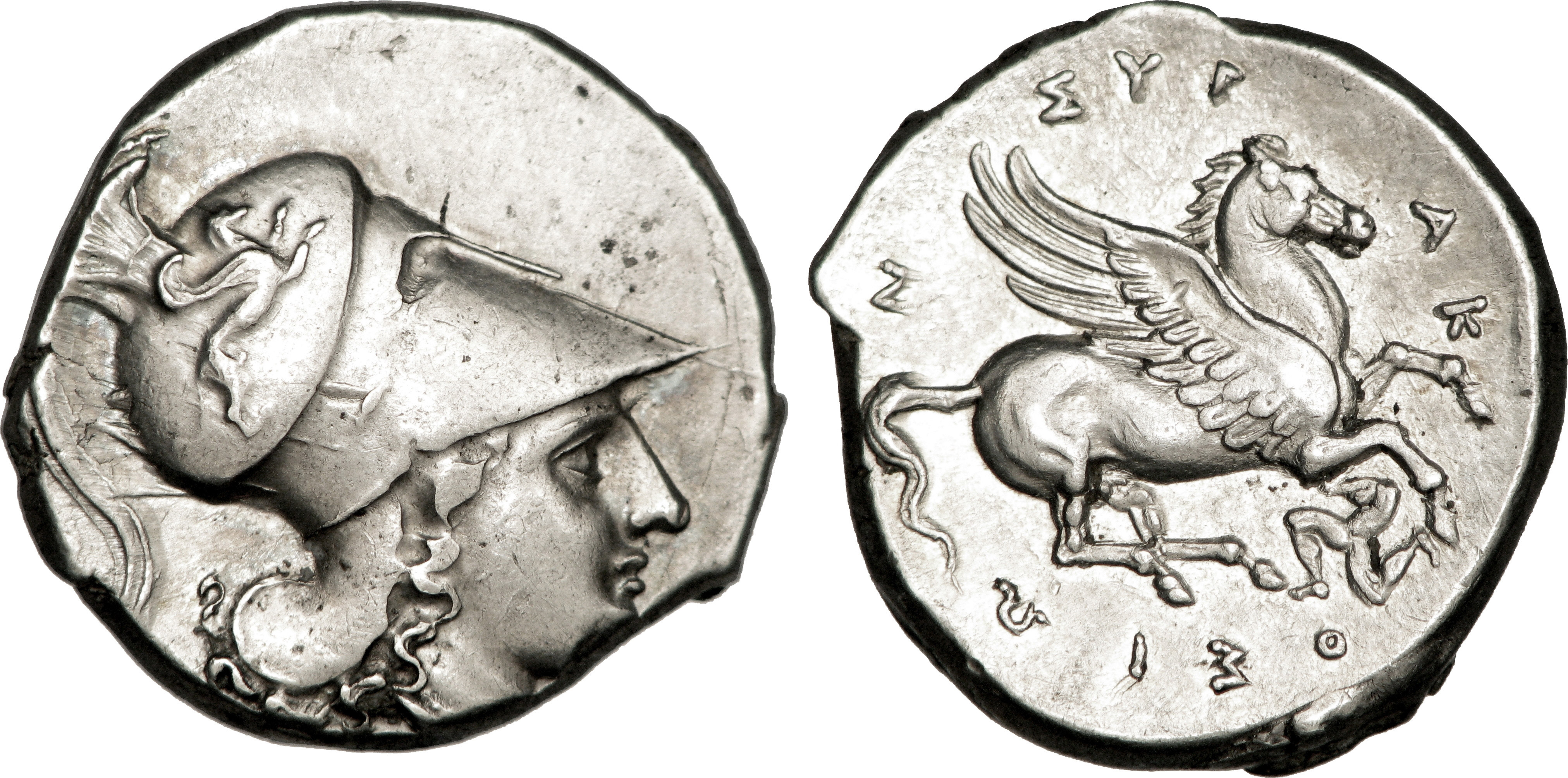
A l'esquerra, el cap d'Atena amb el casc corinti adornat amb un griu; a la dreta, Pegàs volant i entre les cames es mostra un trisquel.

Després que Bel·lerofont caigués de Pegàs mentre intentava arribar a l'Olimp, Pegàs i Atena el van deixar i van continuar cap a l'Olimp, on va ser estabulat amb altres cavalls pertanyents a Zeus, i se li va encomanar la tasca de portar els llamps de Zeus, juntament amb altres membres del seu seguici, els seus servents/donzelles/escuters, Àstrape i Bronte.
A causa dels seus anys de fidel servei a Zeus, Pegàs va ser posteriorment honorat amb la transformació en una constel·lació. El dia del seu catasterisme, quan Zeus el va transformar en una constel·lació, una sola ploma va caure a la Terra prop de la ciutat de Tars.

## Llegat

### En heràldica
El pegàs es va convertir en un element comú en l'heràldica britànica, apareixent principalment com a suport o com a cistella. Els pegasos també poden aparèixer sobre els escuts, tot i que això és rar. Un pegàs rampant apareix a l'escut del Temple Interior, mentre que els de la família Richardson contenen una rara representació d'un pegàs sejant.

### Emblema de la Segona Guerra Mundial
Durant la Segona Guerra Mundial, la imatge en silueta del guerrer Bel·lerofont, muntat sobre el Pegàs alat, va ser adoptada per les tropes paracaigudistes recentment reclutades del Regne Unit el 1941 com a insígnia de la màniga superior.

L'emblema de la Segona Guerra Mundial, les Forces Aerotransportades Britàniques, Bel·lerofont muntant el cavall volador Pegàs

La imatge simbolitzava clarament un guerrer que arribava a una batalla per via aèria, la mateixa tàctica utilitzada pels paracaigudistes. La insígnia quadrada de la part superior de la màniga comprenia Bel·lerofont/Pegàs en blau clar sobre un fons granat. Una font suggereix que la insígnia va ser dissenyada per la famosa novel·lista anglesa Daphne du Maurier, que era esposa del comandant de la 1a Divisió Aerotransportada (i més tard de les Forces Aerotransportades Britàniques ampliades), el general Frederick Boy Browning. Segons el lloc web de l'exèrcit britànic, la insígnia va ser dissenyada pel cèlebre pintor d'East Anglia, el major Edward Seago, el maig de 1942. El fons granat de la insígnia va ser utilitzat de nou per les Forces Aerotransportades quan van adoptar la famosa boina granat a l'estiu de 1942. La boina va ser l'origen del sobrenom alemany de les tropes aerotransportades britàniques, els Diables Vermells. El Regiment de Paracaigudistes actual continua la tradició de les boines granats. El procés de selecció per al Regiment de Paracaigudistes d'elit s'anomena Companyia Pegàs (sovint abreujat com a Companyia P).
El 2015 es va anunciar que les unitats de la 16a Brigada d'Assalt Aeri tornarien a utilitzar la insígnia de Pegàs després d'una pausa de 15 anys.
Durant la fase aerotransportada de la invasió de Normandia, la nit del 5 al 6 de juny de 1944, la 6a Divisió Aerotransportada britànica va capturar tots els seus objectius clau abans de l'assalt marítim, incloent-hi la captura i la retenció a tota costa d'un pont vital sobre el Canal de Caen, prop d'Ouistreham. En memòria de la seva tenacitat, el pont ha estat conegut des de llavors com el Pont de Pegàs.
El Comitè d'Alliberament Nacional de la Toscana durant l'ocupació alemanya d'Itàlia també tenia un Pegàs com a emblema. El cavall alat encara apareix a la bandera i l'escut de la Toscana.

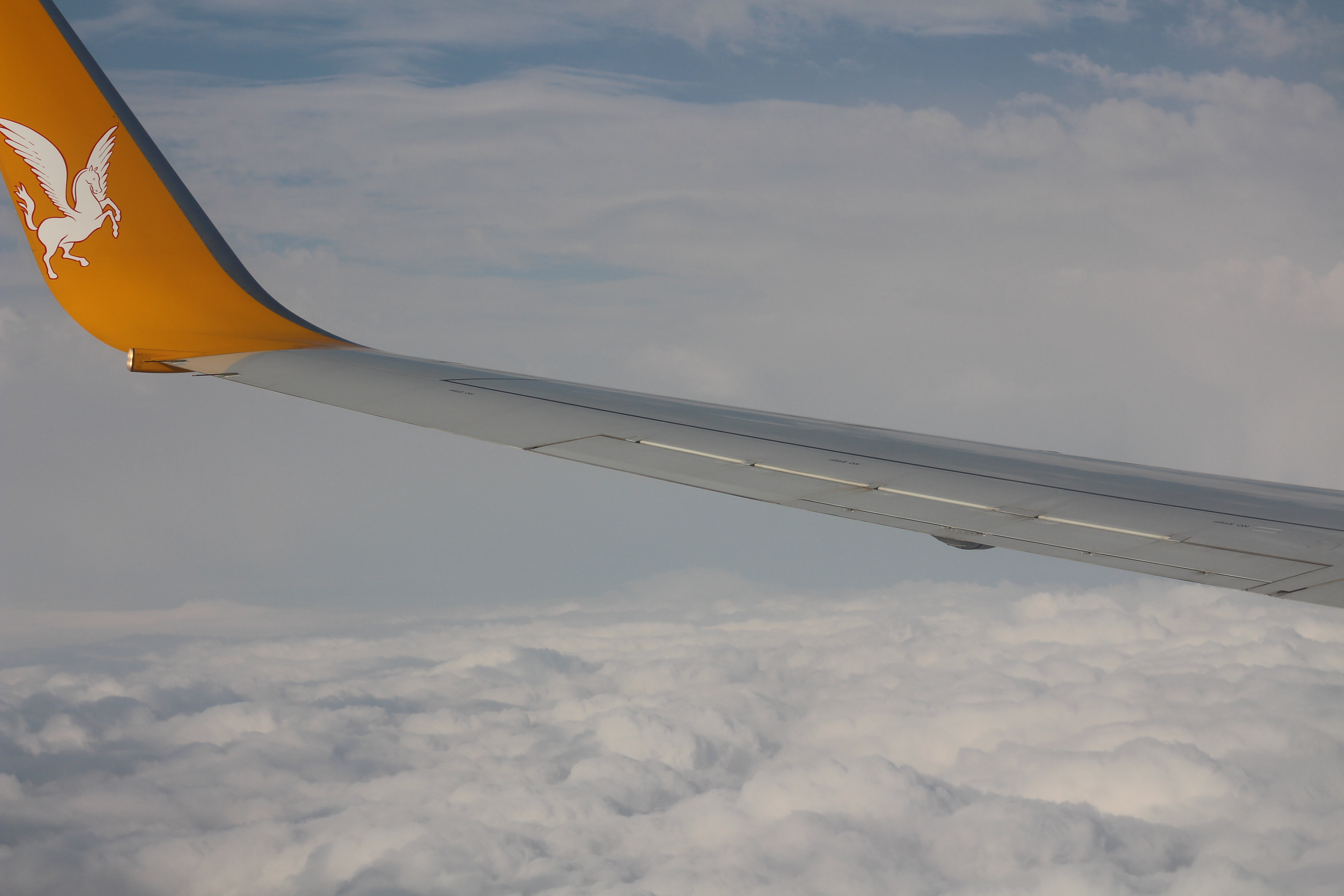
Ala de l'avió de Pegasus Airlines

### Imatgeria moderna
El cavall alat ha proporcionat un logotip corporatiu o emblema d'inspiració instantàniament recognoscible. L'Equador va llançar el seu satèl·lit meteorològic, anomenat Pegaso (es, el 26 d'abril de 2013, però va ser danyada per la brossa espacial russa.
Pegasus Airlines (en turc: Pegasus Hava Taşımacılığı A.Ş.) és una companyia aèria de baix cost amb seu a la zona de Kurtköy de Pendik, Istanbul, Turquia.
Mobil Oil ha tingut un Pegàs com a logotip de la seva empresa des de la seva afiliació amb Magnolia Petroleum Company a la dècada del 1930.
TriStar Pictures fa servir famosament un cavall alat al seu logotip.
El cavall alat Pegàs apareix al logotip de l'empresa Pegaso, fabricant espanyola de vehicles.
El Pegàs també apareix a l'escut de les divisions aerotransportades britàniques.
El protagonista de la sèrie de manga i ànime creada pel Masami Kurumada, Saint Seiya (Els Cavallers del Zodiac), està basat en el Pegàs.
A més, el Pegàs és una de les figures de la mitologia grega més emprada al cinema, per exemple a la pel·lícula d'animació de Disney del 1997 Hèrcules. També han aparegut a sèries de dibuixos animats com My Little Pony: Friendship Is Magic (2010-), on els pegasos són una de les tres classes principals de ponis que existeixen.

## Galeria

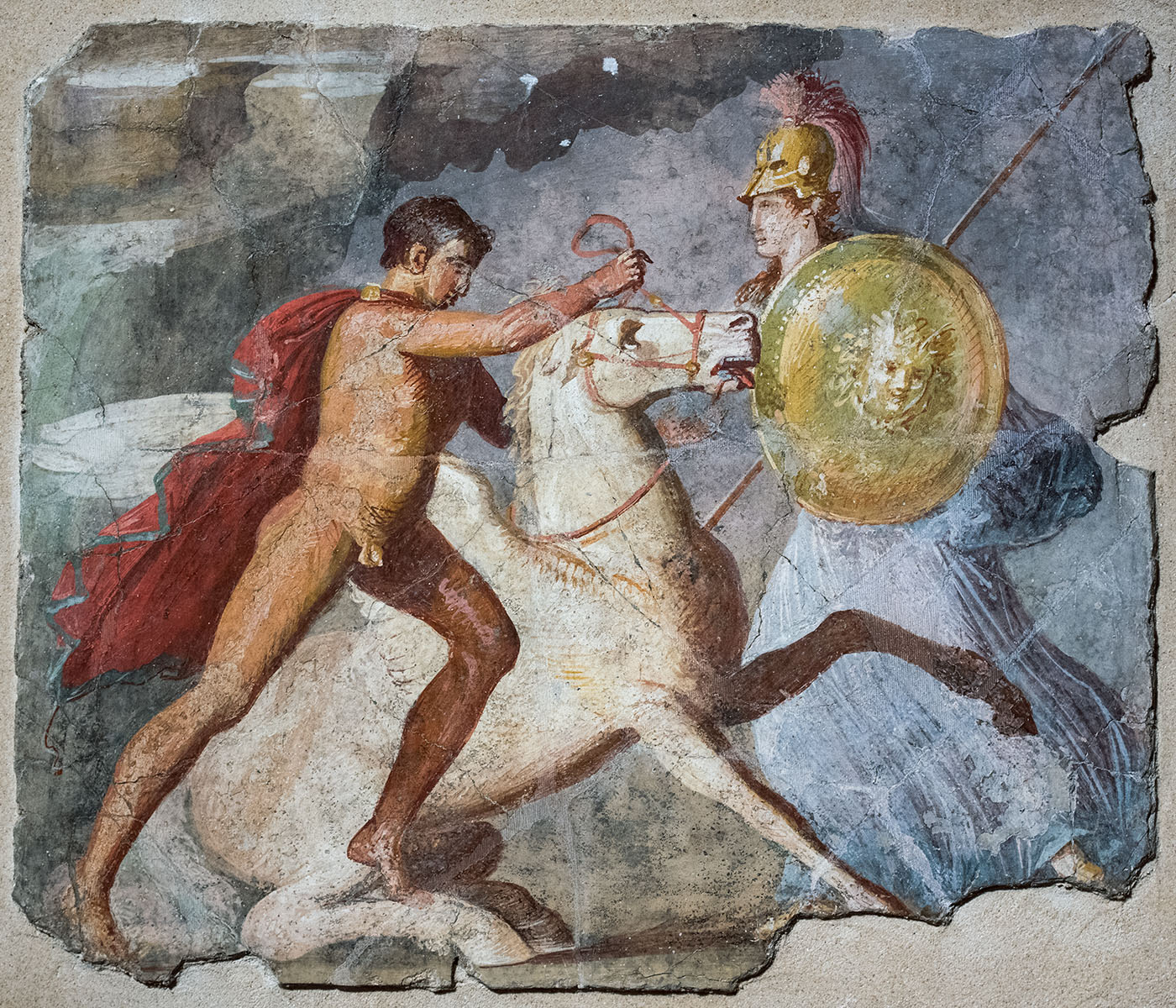
Bel·lerofont, Pegàs i Atena, fresc del tercer estil de Pompeia, primera meitat del segle I
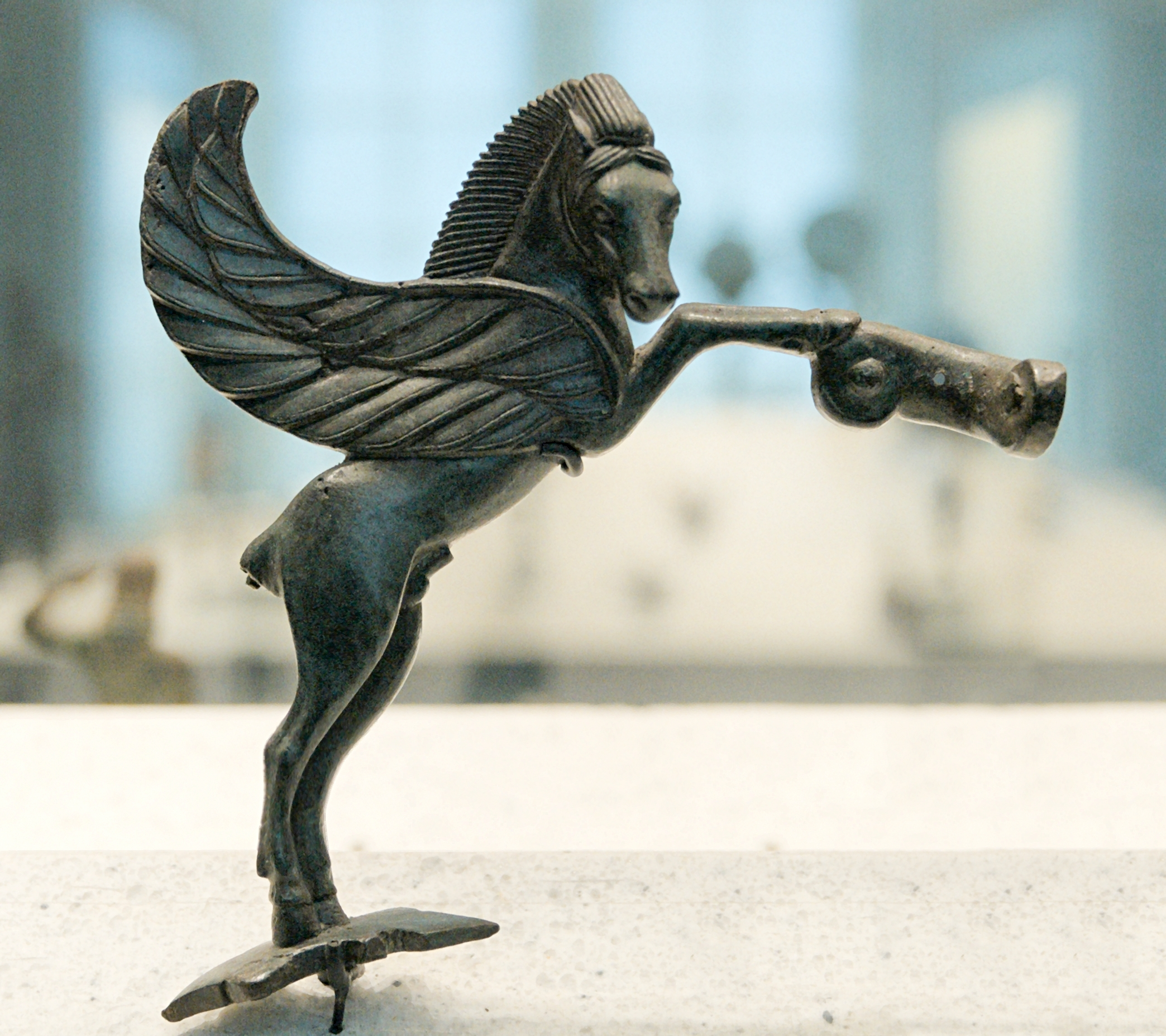
Figura de bronze (Grècia, segle VI aC)
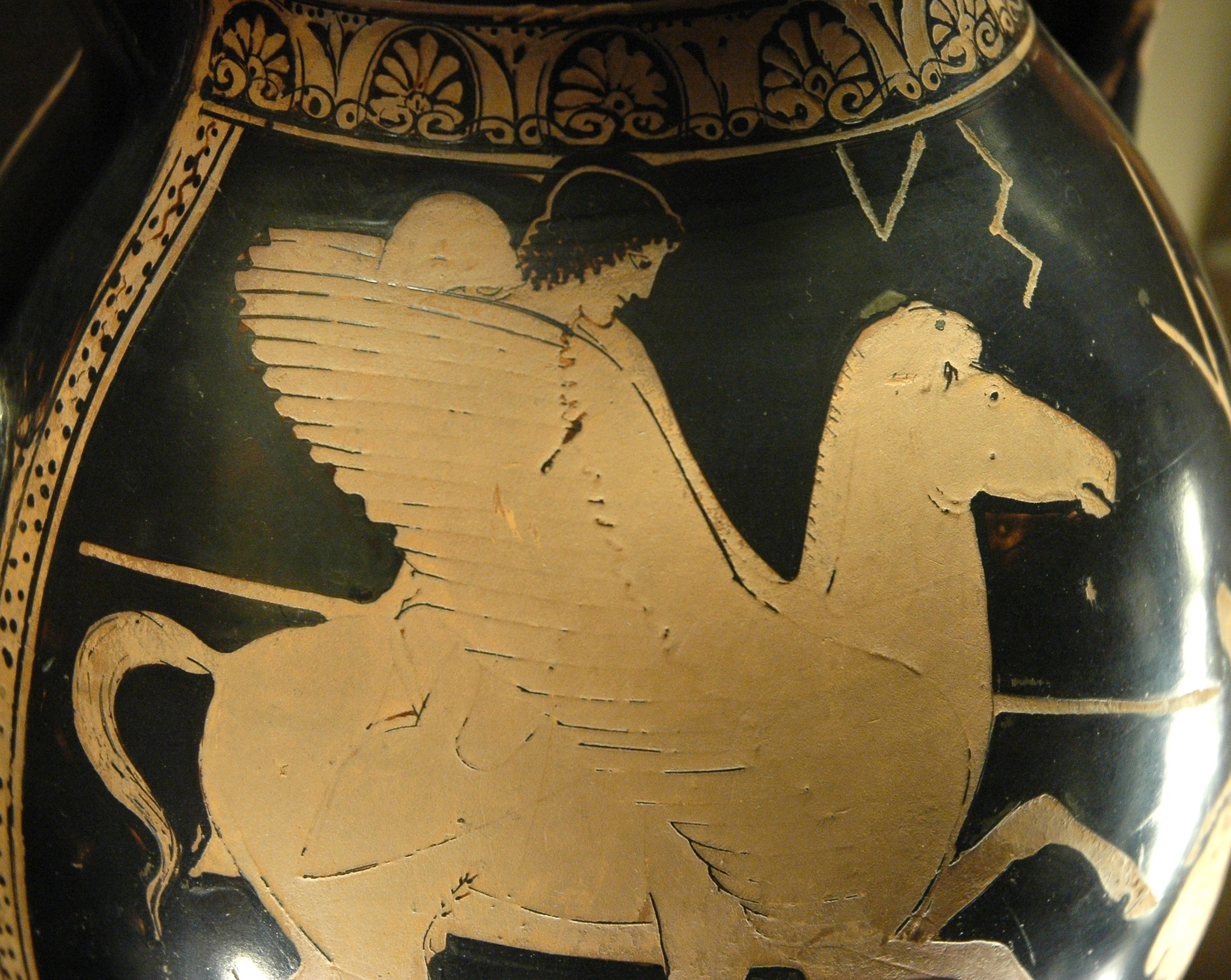
Bel·lerofont muntat a Pegàs lluitant contra la Quimera, cara A d'una pelike àtica de figures vermelles
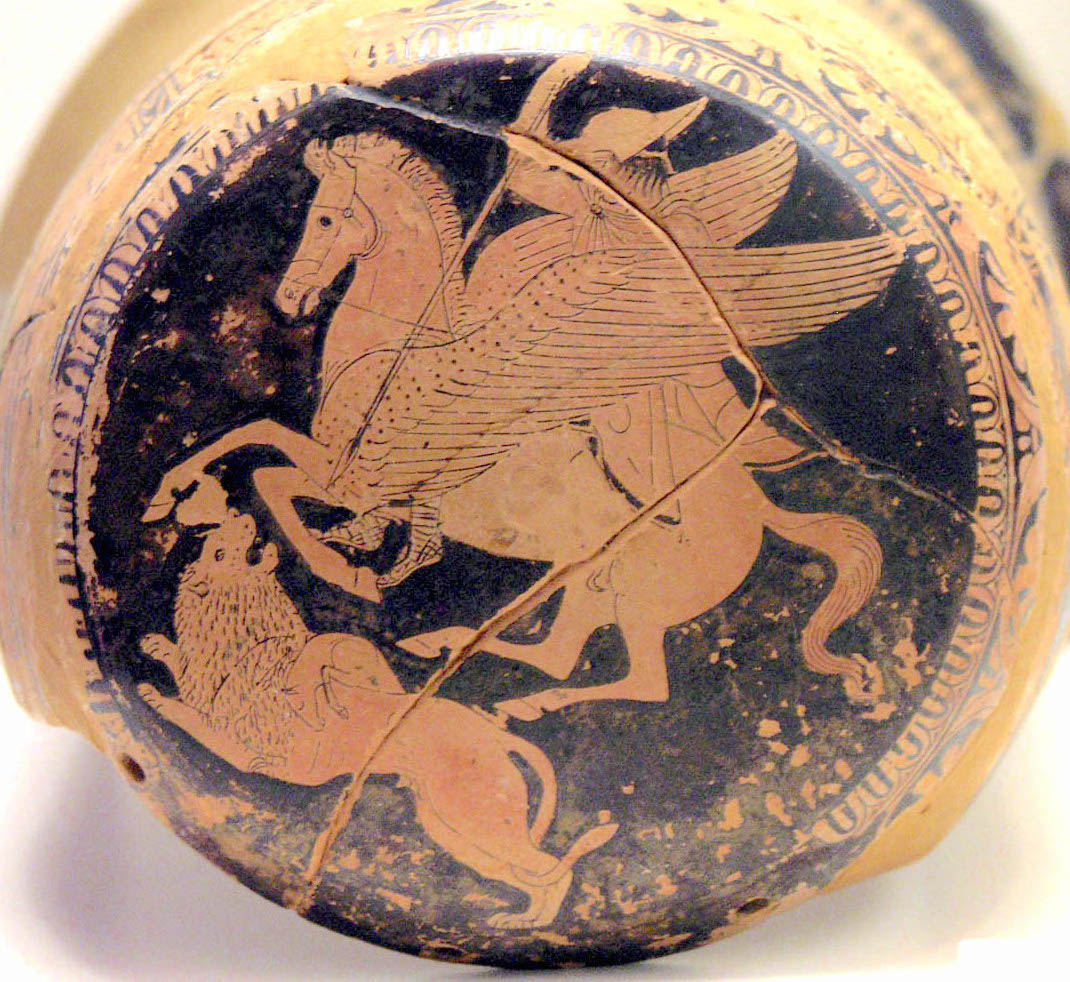
Bel·lerofont i la Quimera, vora d'un epinetró àtic de figures vermelles (protector de cuixa utilitzat per una dona quan teixia)
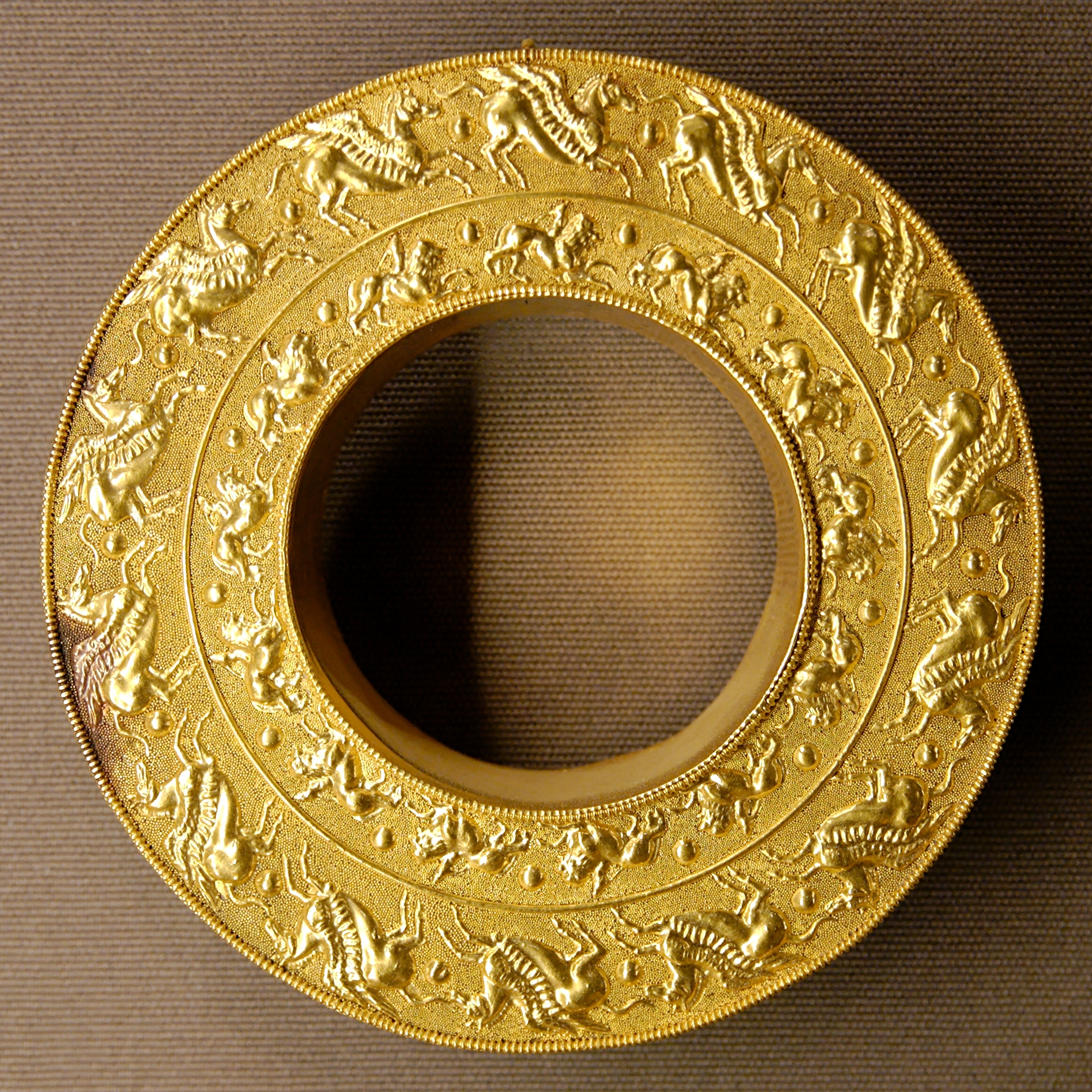
Rodet (probablement una arracada) amb representacions de Pegàs i Quimera
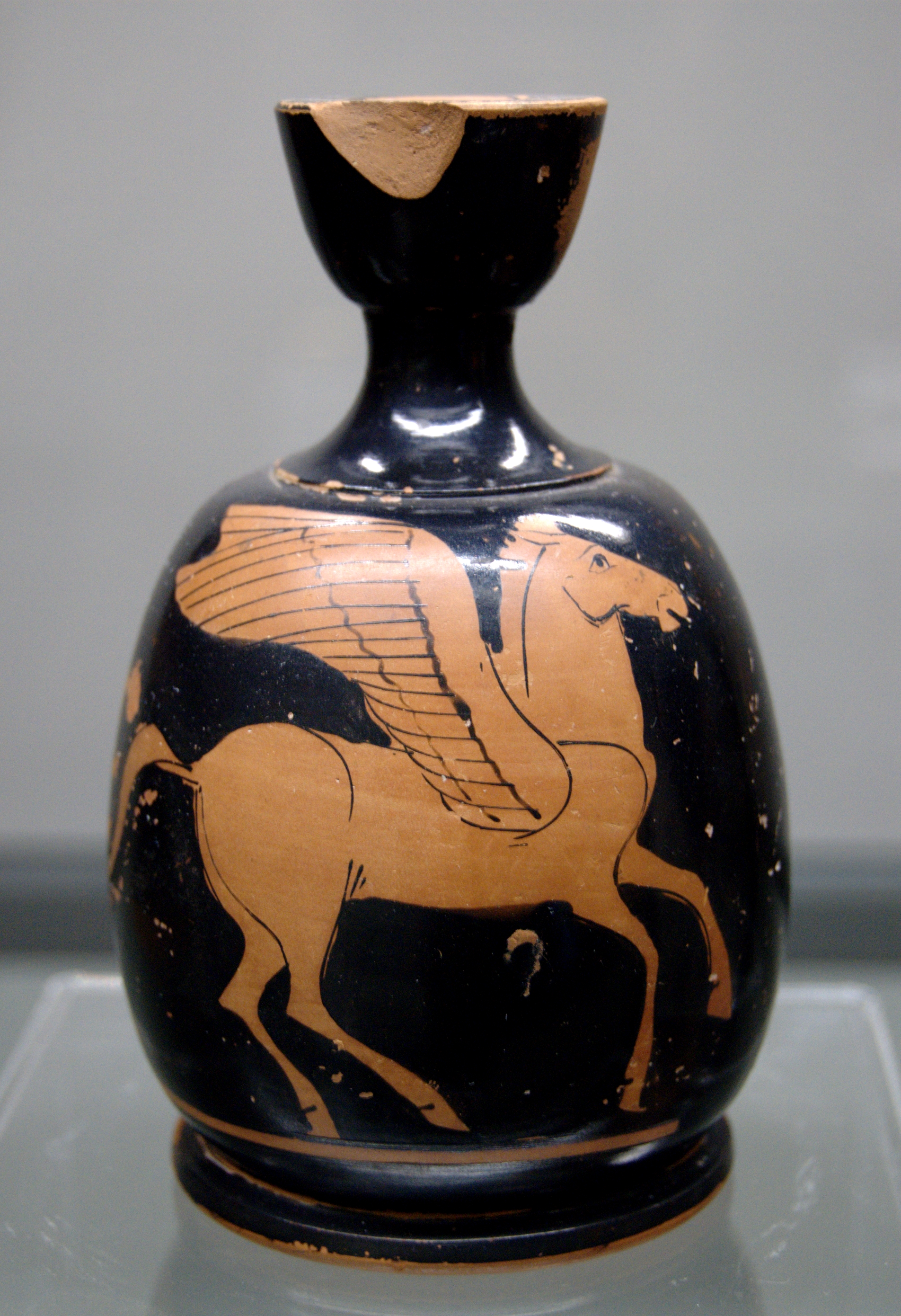
Pegàs, lècit àtic de figures vermelles, 480–460 aC, de Sicília
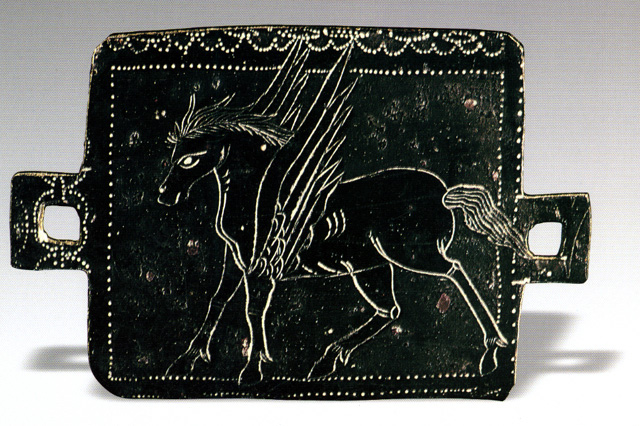
Placa de bronze de l'època parta que representa Pegàs (Pegaz en persa), excavada a la Masjed Soleyman, Khūzestān, Iran
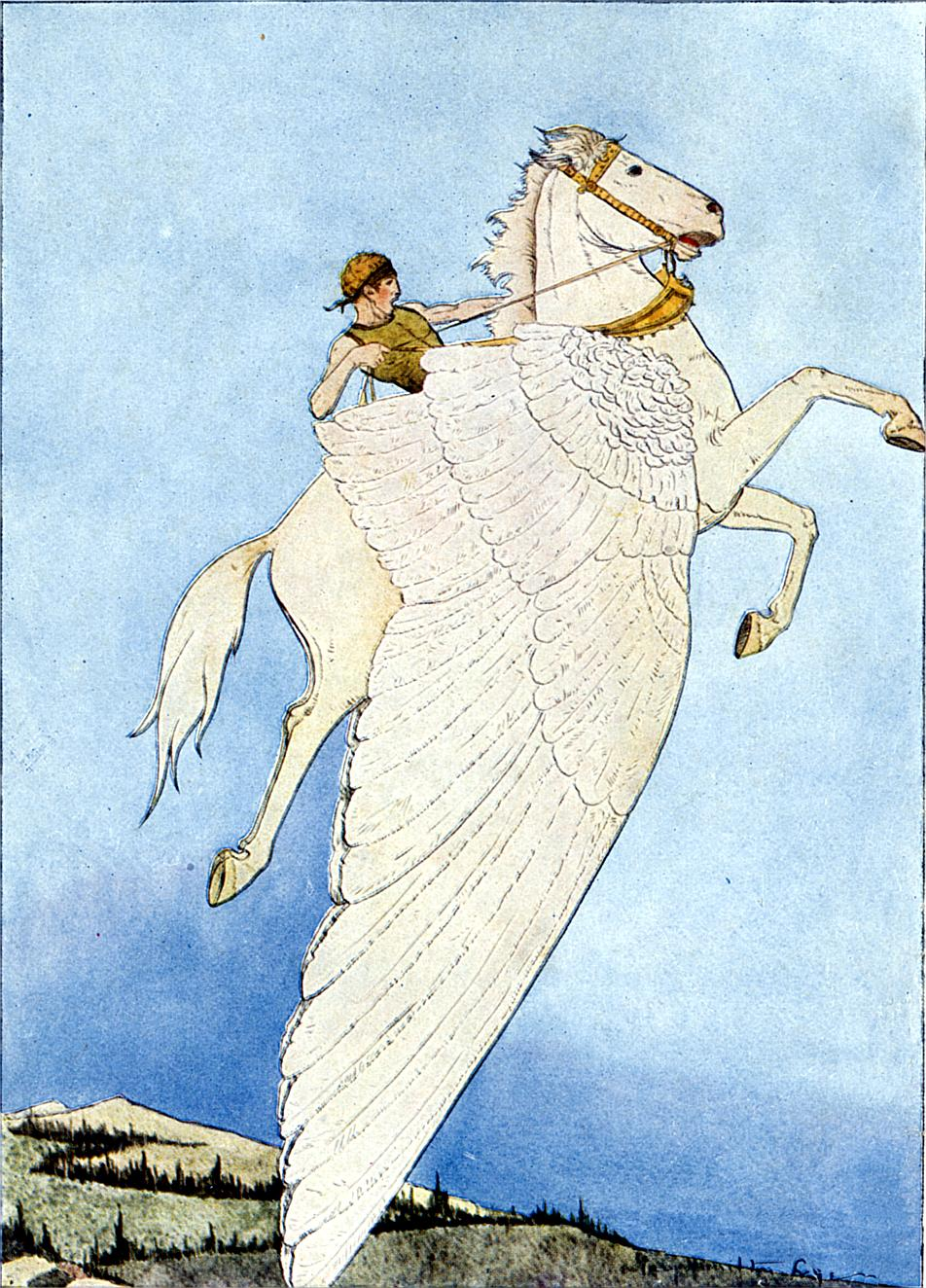
Una il·lustració de 1914 que representa Bel·lerofont muntant Pegàs
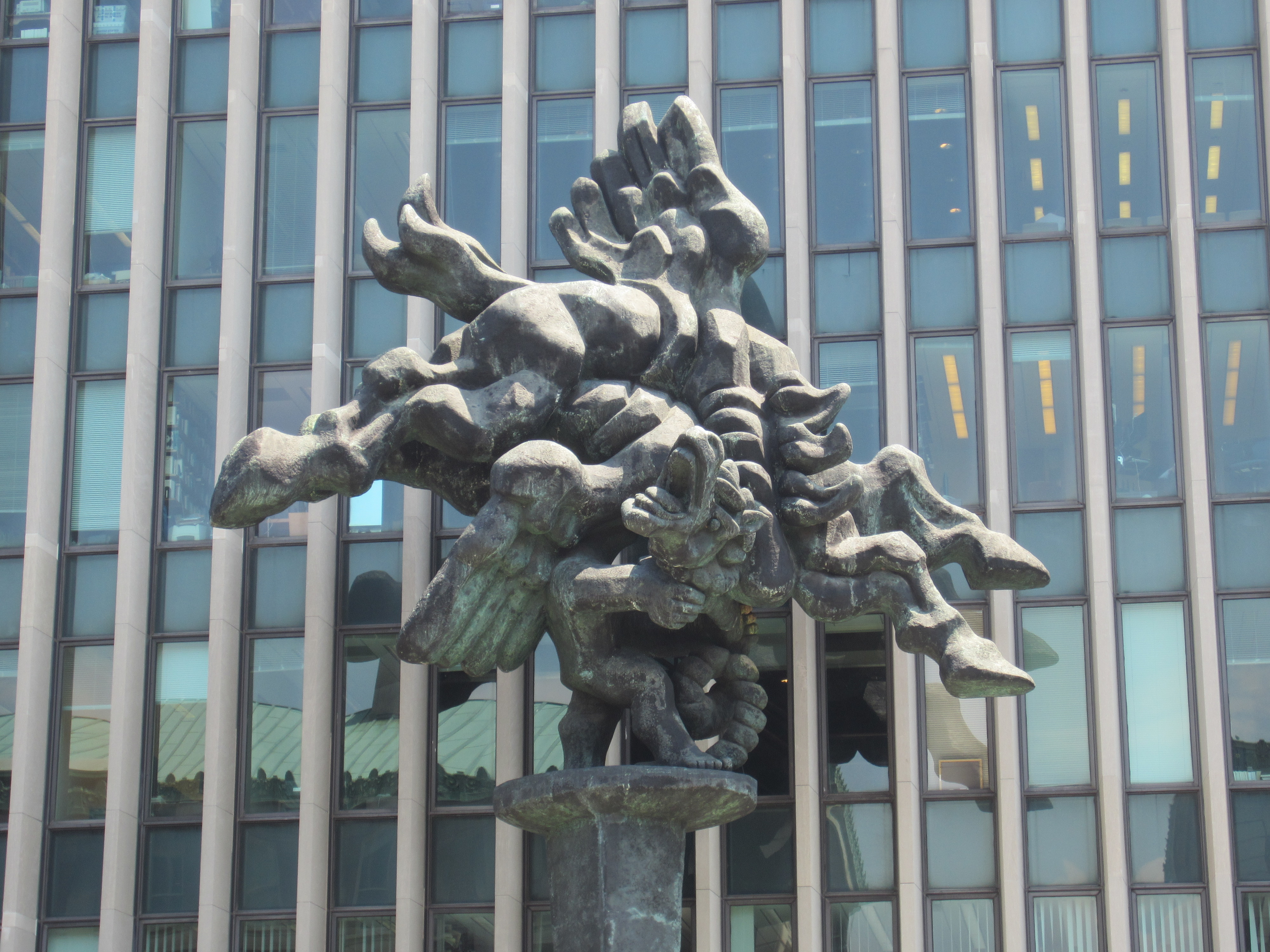
Bel·lerofont domant Pegàs, de Jacques Lipchitz. 1977. Universitat de Colúmbia, Nova York